# Livia Orestilla
Livia Orestilla (vagy Cornelia Orestina) Caligula római császár második felesége.

## Élete
Neve az ókori forrásokban más változatokban is előfordul, mint "Livia Orestina", "Cornelia Orestilla" vagy "Cornelia Orestina". Egyes feltételezések szerint anyja származhatott a Livia gensből és Orestilla inkább az előkelőbben hangzó Livia családnevet használta (mint pl. Claudius menyasszonya, Livia Medullina Camilla). Egy kőfeliraton megtalálható egy bizonyos Cornelia Lemnias neve, akinek volt egy Cornelia Orestina nevű rokona (valószínűleg nővére), de nem bizonyított hogy ő azonos lenne a császárnével.
Apja talán Publius Cornelius Scipio Orestinus volt, aki a Cornelius Scipiók azon ágából származott, amelyet a Cornelius Lentulusok adoptáltak. Rokonai voltak még a Mucia gensből és a Livia nemzetség Ocella ágából is.

### Házasságai
Orestilla eredetileg Caius Calpurnius Pisóhoz ment feleségül valamikor 37 végén vagy 38-ban (férje 65-ben részt vett a Nero elleni összeesküvésben). Suetonius és Cassius Dio szerint az esküvőn vendégként részt vett az özvegy Caligula császár is és állítólag üzenetet írt a vele szemben heverő vőlegénynek: "Hozzá ne nyúlj az asszonyomhoz!", majd elvitette Orestillát. Másnap kihirdette, hogy Romulus és Augustus példáját követve (akik más férfi feleségét vették el) szerzett feleséget magának. Caligula néhány nap múlva azonban elkergette Orestillát; majd amikor két évvel (Cassius Dio szerint két hónappal) később megtudta, hogy visszament eredeti férjéhez, házasságtörés vádjával mindkettejüket száműzte. Piso a császár meggyilkolása után visszatért Rómába, Orestilla további sorsa ismeretlen.

## Fordítás
- Ez a szócikk részben vagy egészben  a   Livia Orestilla című angol Wikipédia-szócikk ezen változatának fordításán alapul.  Az eredeti cikk szerkesztőit annak laptörténete sorolja fel. Ez a jelzés csupán a megfogalmazás eredetét és a szerzői jogokat jelzi, nem szolgál a cikkben szereplő információk forrásmegjelöléseként.